# Vârghiș
Vârghiș là một xã thuộc hạt Covasna, România. Dân số thời điểm năm 2002 là 1904 người.